# Aeropuerto Internacional de Santo Tomé
El Aeropuerto Internacional de Santo Tomé (IATA: TMS, OACI: FPST) es un aeropuerto ubicado en la isla de Santo Tomé y es el principal aeropuerto de Santo Tomé y Príncipe.

## Aerolíneas y destinos
| Ciudades          | Nombre del aeropuerto                            | Aerolíneas                     | Aeronaves | Frecuencias semanales |        |
| África            | África                                           | África                         | África    | África                | África |
| ----------------- | ------------------------------------------------ | ------------------------------ | --------- | --------------------- | ------ |
| Angola            |                                                  |                                |           |                       |        |
| Luanda            | Aeropuerto Internacional Quatro de Fevereiro     | TAAG                           |           |                       |        |
| Cabo Verde        |                                                  |                                |           |                       |        |
| Isla de Sal       | Aeropuerto Internacional Amilcar Cabral          | TAAG                           |           |                       |        |
| Gabón             |                                                  |                                |           |                       |        |
| Libreville        | Aeropuerto Internacional de Libreville-Leon M'ba | CEIBA Intercontinental AfriJet |           |                       |        |
| Ghana             |                                                  |                                |           |                       |        |
| Acra              | Aeropuerto Internacional de Kotoka               | TAP Portugal                   | A3xx      |                       |        |
| Guinea Ecuatorial |                                                  |                                |           |                       |        |
| Malabo            | Aeropuerto de Malabo-Santa Isabel                | CEIBA Intercontinental         |           |                       |        |
| Europa            |                                                  |                                |           |                       |        |
| Portugal          |                                                  |                                |           |                       |        |
| Lisboa            | Aeropuerto de Lisboa                             | STP Airways TAP Portugal       | A3xx      |                       |        |

Datos actualizados a diciembre de 2014

## Estadísticas
Ver fuente y consulta Wikidata.